# Чувашия (телерадиокомпания)
Государственная телевизионная и радиовещательная компания «Чува́шия» — филиал ФГУП «Всероссийская государственная телевизионная и радиовещательная компания» в Чувашской Республике.
На «России-1» и «России-24» освещаются события в Чувашской Республике — Чувашия и других регионах России.
Почтовый адрес: Чувашская Республика — Чувашия, г. Чебоксары, ул. Николаева, 10.

## История
В марте 1962 года жители Чувашии увидели первую передачу из Москвы.
15 октября 1996 года государственной телерадиокомпанией «Чувашия» на 40-й дециметровой частоте была создана студия «Город ТВ», в этот же день состоялся первый выпуск программы «Городских вестей». Спустя год в июле канал закрепил своё название «Чебоксары ТВ». Вначале сетевым партнёром являлся канал РЕН ТВ, затем Чебоксары-ТВ начинает вещать совместно с телеканалом Вести. В дальнейшем 40-й дециметровый канал полностью переходит в подчинение России-24.
В 2006 году ГТРК «Чувашия» запустила теле- и радиовещание в сети Интернет. Помимо новостных выпусков портал содержит и фондовые видеоматериалы.
В 2008 году ГТРК «Чувашия» стала официальным информационным партнёром Кубка мира по спортивной ходьбе. Церемонии открытия и закрытия, а также все забеги транслировались на телеканалах «Россия-24» и «Спорт».
7 мая 2009 года появился свой сайт: https://web.archive.org/web/20110225032525/http://chuvashia.rfn.ru/, где можно найти информацию о сотрудниках ГТРК Чувашия, акциях компании и посмотреть новостные видеосюжеты, спецрепортажи программы «События недели» и радиопрограммы.
В июне 2016 года ГТРК «Чувашия» сменила сайт на http://chgtrk.ru.

### Предприятия-предшественники
В организационно-структурном отношении предшественниками предприятия были:
- с марта 1932 Комитет по радиофикации и радиоинформации при Совете народных комиссаров Чувашской АССР;
- с марта 1934 Комитет по радиофикации и радиовещанию при СНК Чувашской АССР;
- с марта 1946 Комитет по радиофикации и радиоинформации при Совете Министров Чувашской АССР;
- с июня 1949 Комитет по радиоинформации при Совете Министров Чувашской АССР;
- с августа 1953 отдел радиоинформации Министерства культуры Чувашской АССР;
- с мая 1957 Комитет по радиовещанию и телевидению при Совете Министров Чувашской АССР;
- с сентября 1978 Государственный комитет Чувашской АССР по телевидению и радиовещанию;
- с февраля 1992 Чувашская государственная телевизионная и радиовещательная компания;
- с апреля 1996 Государственное учреждение "Телевизионная и радиовещательная компания «Чувашия»;
- с января 1999 ФГУП "ГТРК «Чувашия»;
- с января 2005 современное наименование[3].

### Руководители компании и её предшественников
- 1931—1932 Золотов Аркадий Иванович;
- 1938—1942, 1948—1953 Александров П. Е.;
- 1954—1957 Сорокин Василий Ефимович[4];
- 1957 — 1965 Николаев Павел Николаевич[5];
- 1965 — 1983 Крысин Павел Афиногенович;
- 1984—1991 Большова Венера Петровна[6];
- 1992—1996 Павлов Сергей Лукиянович[7];
- 1996 — 1999 Володина Наталья Ивановна[8];
- 1999 — 2007 Григорьев Николай Алексеевич[9],
- 2008—2014 Ижендеева Елена Алексеевна[10],
- с 2014 Канюка Екатерина Анатольевна[3].

## Аудитория
Вся Чувашская Республика — Чувашия, часть жителей Татарстана, Башкортостана и других соседних регионов.

## Коллектив
В коллективе в 2021 году работает 147 сотрудников: корреспонденты, редакторы, операторы, режиссёры и другие специалисты.

## Теле- и радиоканал
- Телеканал «Россия-1 Чувашия»
- Телеканал «Россия-24 Чувашия»
- Радиоканал «Радио России Чувашия»
- Радиоканал «Радио Маяк Чувашия»
- Радиоканал «Вести FM Чувашия»